# Zwischenlager (Kerntechnik)
Ein Zwischenlager im Zusammenhang mit der Kernenergie ist ein vorübergehender Aufbewahrungsort für abgebrannte Brennelemente und/oder radioaktive Abfälle. Eine internationale Übersicht über Zwischenlageranlagen befindet sich im Artikel Liste von kerntechnischen Zwischen- und Endlagern unter Zwischenlager.

## Zweck eines Brennelement-Zwischenlagers
Wenn Brennelemente keinen Nutzen mehr für die Energieerzeugung in Kernkraftwerken haben, werden sie aus dem Reaktor entfernt und nach einer mehrjährigen Zeit im Abklingbecken des Kernkraftwerks aufbewahrt, bis die Nachzerfallswärme so weit abgeklungen ist, dass die Brennelemente in einen Transport- und Lagerbehälter verpackt und in einem Zwischenlager aufbewahrt werden können. Dort werden sie so lange gelagert, bis ein Endlager für hochradioaktive Abfälle gefunden und gebaut ist.

## Strategien der Lagerung

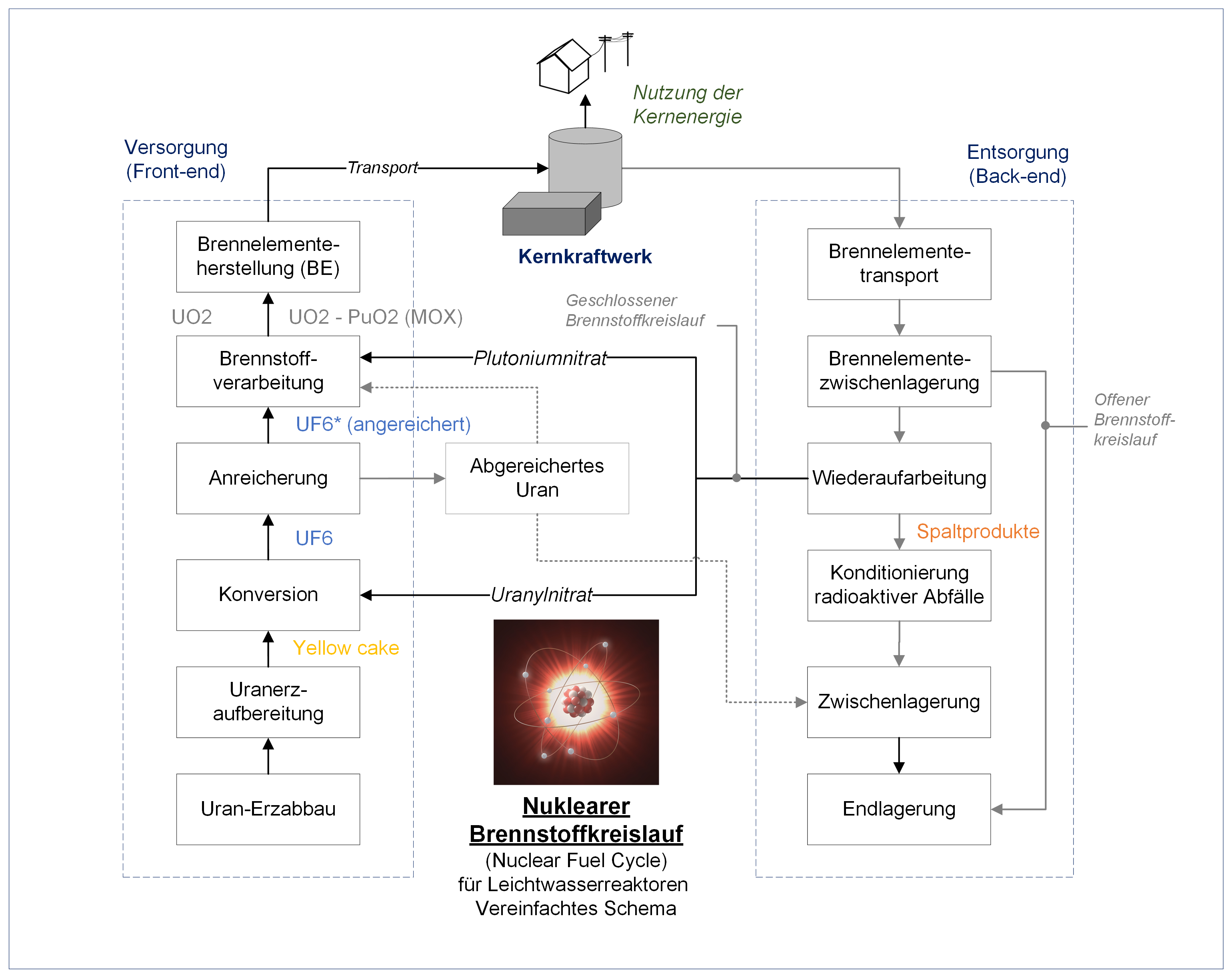
Kernbrennstoffzyklus mit offenem und geschlossenem Kreislauf. Vereinfachte Darstellung für LWR-KKWs.

Im Falle eines offenen Brennstoffzyklus wird auch von einer direkten Endlagerung gesprochen. Für den Fall eines geschlossenen Brennstoffkreislaufs, durchlaufen Kernbrennstoffe einen oder mehrere Zyklen der Wiederaufarbeitung. Häufig dienen Zwischenlager als Übergangslösung, bis ein geeignetes Konzept für die finale Speicherung (Endlagerung) gefunden wurde.
Deutschland verfügt neben der ehemaligen Wiederaufarbeitungsanlage Karlsruhe (WAK) über keine eigene, kommerzielle Wiederaufarbeitungsanlage. Die Brennelemente aus den deutschen Kernkraftwerken wurden daher bis 2005 in Frankreich und England wiederaufgearbeitet. Die Abfälle aus der Wiederaufarbeitung muss Deutschland zurücknehmen und werden dafür sukzessive in Zwischenlager der BGZ Gesellschaft für Zwischenlagerung transportiert.

## Organisation in Deutschland
Das Bundesamt für die Sicherheit der nuklearen Entsorgung (BASE) ist die zuständige Aufsichts- und Genehmigungsbehörde für die Zwischenlagerung. Mit der nuklearen Sicherheit und auch Lagerung beschäftigt sich ebenfalls das Bundesministerium für Umwelt, Naturschutz, nukleare Sicherheit und Verbraucherschutz (BMUV). Die Entsorgungskommission (ESK) berät das BMUV, auch zu Fragen der Zwischenlagerung.
Die BGZ Gesellschaft für Zwischenlagerung ist für die Zwischenlager Ahaus und Gorleben sowie seit 2019 für alle westdeutschen Zwischenlager für hochradioaktive Abfälle an Kernkraftwerken mit Ausnahme des Standorts Brunsbüttel zuständig. Die ersten beiden Lager wurden vor der Übertragung an den Staat 27 Jahre von der GNS Gesellschaft für Nuklear-Service verwaltet.
Mit der Endlagerung befasst sich u. a. die Bundesanstalt für Geowissenschaften und Rohstoffe sowie die Bundesgesellschaft für Endlagerung.

## Typen von Brennelement-Zwischenlagern
Es gibt zwei Grundtypen von Zwischenlagern für abgebrannte Brennelemente:
- Nasslager (Abklingbecken, Abklinganlage): Hier befinden sich die verbrauchten Brennelemente in einem Wasserbecken. Das Wasser dient einerseits zur Kühlung der Brennelemente und andererseits zur Abschirmung der Strahlung, es muss aktiv – mit dem entsprechenden Energieverbrauch – gekühlt und gereinigt werden.[10]
- Trockenlager: Hier werden die Brennelemente in Transportbehältern (zum Beispiel vom Castor-Typ) eingelagert und durch Umluft gekühlt.[10] Weltweit ist ein Trend zum verstärkten Einsatz der Trockenlagerung feststellbar, da diese keine aktiven Kühlsysteme benötigen und auch unter freiem Himmel errichtet werden können (z. B. USA). Bei der Trockenlagerung wird der sichere Einschluss des radioaktiven Inventars vom dichten Behälter gewährleistet, in die die Brennelemente trocken eingestellt werden. Die Halle und deren Anlagen übernehmen zusätzliche Sicherheits- und Schutzfunktionen (z. B. Überwachung der Behälter auf Dichtheit, Zugangskontrolle, Schutz gegen Einwirkungen von außen usw.).

Zwischenlager können über eine so genannte Heiße Zelle verfügen. Hierbei handelt es sich um einen Raum der zur Reparatur von Lagerbehältern sowie einer gegebenenfalls notwendigen Umverpackung der abgebrannten Brennelemente verwendet werden kann. In Deutschland gibt es allerdings weder Zwischenlager mit heißer Zelle noch ein genehmigtes Reparaturkonzept, das eine Öffnung der Behälter vorsieht.

## Zwischenlager für hochradioaktive Abfälle

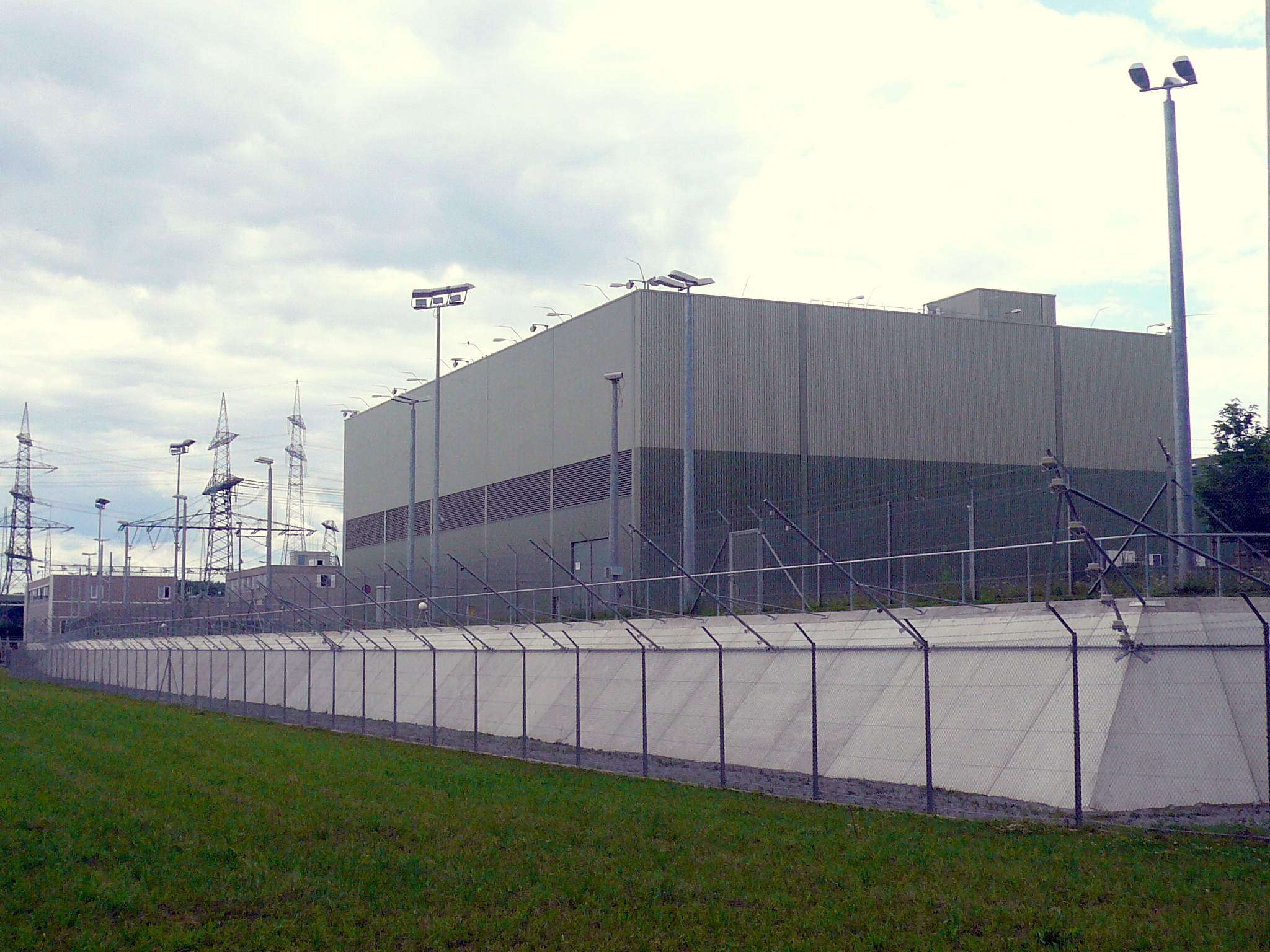
Brennelemente-Zwischenlager Grafenrheinfeld (BZR)

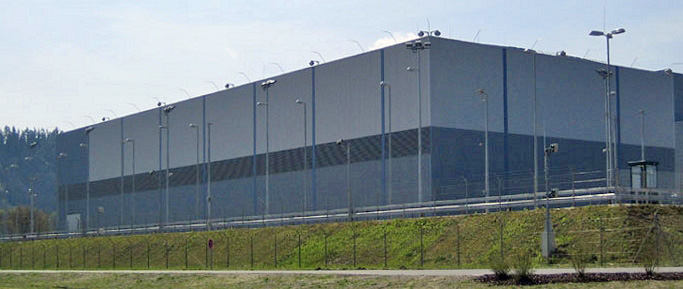
Brennelemente-Zwischenlager Isar (BZI)

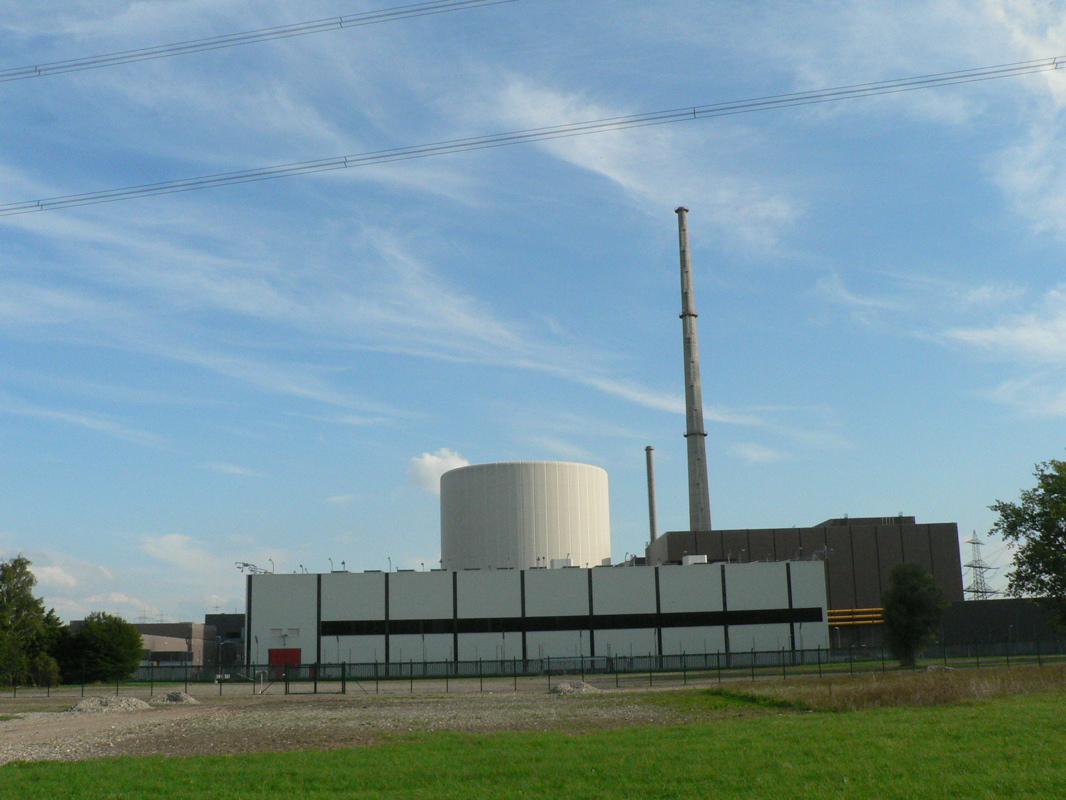
Brennelemente-Zwischenlager Gundremmingen (BZM)

### Deutschland
In Deutschland schreibt das Atomgesetz (AtG) vor, dass die aus dem Reaktor entladenen abgebrannten Brennelemente am Standort der Kernkraftwerke zwischengelagert werden müssen (§ 9a Abs. 2 AtG). Transporte zu Wiederaufarbeitungsanlagen, die bis zuletzt von vielen Kernkraftwerken durchgeführt wurden, sind seit dem 1. Juli 2005 nicht mehr zulässig. Alle Zwischenlager sind als Trockenlager konzipiert.
In jedem Zwischenlager gibt es einen Empfangsbereich, in dem ankommende Behälter vom Transportfahrzeug entladen und kontrolliert werden. Von dort findet dann der Transport zum eigentlichen Lagerbereich oder in den Wartungsraum statt. Der Lagerbereich ist aus Strahlenschutz- und Zugangskontrollgründen noch einmal mit schweren Stahltoren abgeschottet. Er ist vollständig oder zumindest in einem größeren Bereich um die Behälter als Kontrollbereich ausgewiesen. Jedes Zwischenlager besitzt einen 130-t-Kran zum Bewegen der Behälter. Beim Behältertransport ist der Kran mechanisch so begrenzt, dass die Behälter nicht höher als 25 cm über den Hallenboden gehoben werden können.
Im Wartungsbereich können kleinere Ausbesserungsarbeiten und Kontrollen am Behälter ausgeführt werden. Dazu ist dieser mit einer Wartungsbühne ausgerüstet, die am Behälter hochgefahren werden kann. Bei den Standortzwischenlagern wird bei Primärdeckeldefekten das Konzept des Aufschweißens eines Fügedeckels verfolgt, bei dem der Primärdeckel nicht geöffnet wird, sondern ein weiterer Deckel aufgeschweißt wird. Sollten Brennelemente in einen anderen Behälter umgeladen werden, ist ein Transport in eine andere Einrichtung (meist das naheliegende Kernkraftwerk) erforderlich.
In den Standortzwischenlagern findet die Lagerung der Behälter in der Regel in sogenannten Achter-Verbänden (2×4) statt, das heißt jeweils acht Behälter stehen mit geringeren Abständen (ca. 1 m) zusammen. Zum nächsten Verbund sind dann rund 3 m Platz. Muss ein Behälter einer Vierer-Reihe in den Wartungsbereich gebracht werden, so müssen die davor stehenden Behälter auf gesonderte Abstellpositionen im Empfangsbereich verbracht werden, da ein Herausholen der Behälter durch die Gasse zwischen den Verbänden nicht möglich ist.

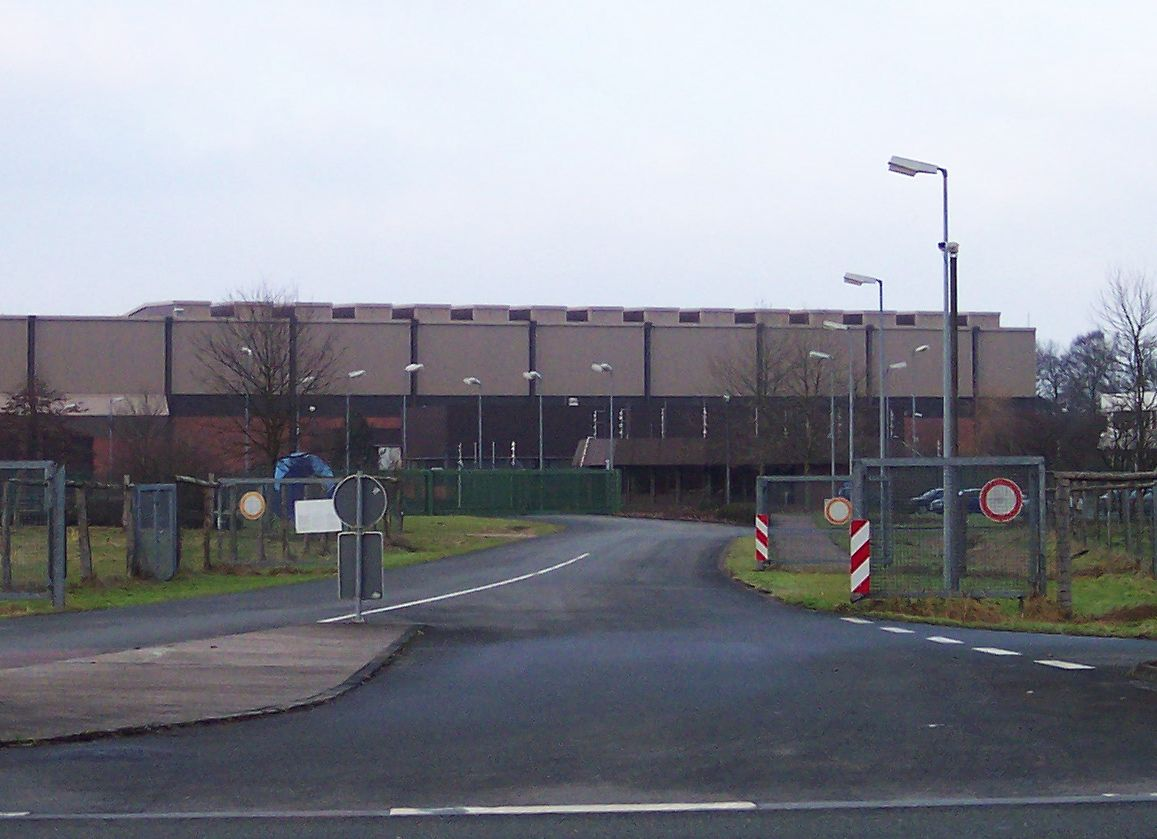
Brennelemente-Zwischenlager Ahaus (BZA)

Darüber hinaus gibt es zwei zentrale Trockenlager fern von Kernkraftwerksstandorten. Eines davon ist das Brennelemente-Zwischenlager Gorleben. Dort werden neben Brennelementen auch verglaste hochradioaktive Abfälle aus der Wiederaufarbeitung gelagert. Im zweiten zentralen Zwischenlager im westmünsterländischen Ahaus werden neben ausgedienten Brennelementen aus dem Betrieb von Kernkraftwerken auch Brennelemente aus Forschungsreaktoren gelagert.
Der Betrieb der folgenden Brennelemente-Zwischenlager ist seit 2019 auf die bundeseigene BGZ Gesellschaft für Zwischenlagerung mbH übergegangen:
| Zwischenlager                               | Kürzel | Stellplätze | Inbetriebnahme | genehmigt bis |
| ------------------------------------------- | ------ | ----------- | -------------- | ------------- |
| Brennelemente-Zwischenlager Ahaus           | BZA    | 420         | 1992           | 2036          |
| Brennelemente-Zwischenlager Biblis          | BZB    | 135         | 2006           | 2046          |
| Brennelemente-Zwischenlager Brokdorf        | BZF    | 100         | 2007           | 2047          |
| Brennelemente-Zwischenlager Gorleben        | BZG    | 420         | 1995           | 2034          |
| Brennelemente-Zwischenlager Grafenrheinfeld | BZR    | 88          | 2006           | 2046          |
| Brennelemente-Zwischenlager Grohnde         | BZD    | 100         | 2006           | 2046          |
| Brennelemente-Zwischenlager Gundremmingen   | BZM    | 192         | 2006           | 2046          |
| Brennelemente-Zwischenlager Isar            | BZI    | 152         | 2007           | 2047          |
| Brennelemente-Zwischenlager Krümmel         | BZK    | 65          | 2006           | 2046          |
| Brennelemente-Zwischenlager Lingen          | BZL    | 125         | 2002           | 2042          |
| Brennelemente-Zwischenlager Neckarwestheim  | BZN    | 151         | 2006           | 2046          |
| Brennelemente-Zwischenlager Philippsburg    | BZP    | 152         | 2007           | 2047          |
| Brennelemente-Zwischenlager Unterweser      | BZU    | 80          | 2007           | 2047          |

Das Standort-Zwischenlager in Brunsbüttel wird noch von der Kernkraftwerk Brunsbüttel GmbH und Co. oHG betrieben. Die BGZ wird den Betrieb übernehmen, sobald das BASE eine neue Genehmigung für dieses Zwischenlager erteilt hat.
Nahe Greifswald befindet sich außerdem das Zwischenlager Nord (ZLN). Hier behandelt und lagert das bundeseigene Unternehmen EWN GmbH alle Arten radioaktiver Abfälle – sowohl Kernbrennstoffe als auch schwach- und mittelradioaktive Abfälle.

### Schweiz
In der Schweiz existiert – als Trockenlager – unter dem Namen Zwilag ein zentrales Zwischenlager in Würenlingen für kerntechnische Abfälle. Für industrielle und medizinische radiologische Abfälle gibt es am gleichen Standort das Bundes-Zwischenlager, ebenfalls ein Trockenlager (Quelle: ENSI-Jahresberichte).

## Zwischenlager für schwach- und mittelradioaktive Abfälle
Zwischenlager für schwach- und mittelradioaktive Abfälle gibt es an jedem Kernkraftwerk, an den Kernforschungszentren und sonstigen kerntechnischen Anlagen. So betreibt alleine die BGZ an folgenden Standorten entsprechende Lager:
| Zwischenlager                        | Kürzel | Standort                      | Inbetriebnahme |
| ------------------------------------ | ------ | ----------------------------- | -------------- |
| Abfall-Zwischenlager Ahaus           | AZA    | Ahaus                         | 2010           |
| Abfall-Zwischenlager Biblis 1        | AZB 1  | Kernkraftwerk Biblis          | 1982           |
| Abfall-Zwischenlager Biblis 2        | AZB 2  | Kernkraftwerk Biblis          | 2018           |
| Abfall-Zwischenlager Brunsbüttel     | AZT    | Kernkraftwerk Brunsbüttel     | 2024           |
| Abfall-Zwischenlager Gorleben        | AZG    | Gorleben                      | 1984           |
| Abfall-Zwischenlager Grafenrheinfeld | AZR    | Kernkraftwerk Grafenrheinfeld | 2021           |
| Abfall-Zwischenlager Neckarwestheim  | AZN    | Kernkraftwerk Neckarwestheim  | 2022           |
| Abfall-Zwischenlager Obrigheim       | AZO    | Kernkraftwerk Obrigheim       | 2008           |
| Abfall-Zwischenlager Philippsburg    | AZP    | Kernkraftwerk Philippsburg    | 2020           |
| Abfall-Zwischenlager Stade           | AZS    | Kernkraftwerk Stade           | 2007           |
| Abfall-Zwischenlager Unterweser 1    | AZU 1  | Kernkraftwerk Unterweser      | 1981           |
| Abfall-Zwischenlager Unterweser 2    | AZU 2  | Kernkraftwerk Unterweser      | 2020           |
| Abfall-Zwischenlager Würgassen       | AZW    | Kernkraftwerk Würgassen       | 1981           |

Der Übertrag der bereits bestehenden Lager erfolgte dabei nach dem Entsorgungsübergangsgesetz.
Radioaktive Abfälle von Kleinerzeugern aus Medizin, Industrie und Forschung werden meist an die von den Bundesländern per Gesetz einzurichtenden Landessammelstellen abgeliefert.
An allen Standorten werden die schwach- bis mittelradioaktiven Abfälle – je nach Genehmigung – in Fässern, Gussbehältern oder Containern zwischengelagert, bis Schacht Konrad als Endlager zur Verfügung steht. Die erforderliche Umrüstung sollte ursprünglich 2013 abgeschlossen werden, wird nun aber voraussichtlich erst 2029 fertiggestellt werden.
Ein weiteres Zwischenlager ist das Zwischenlager Nord (ZLN) in Lubmin auf dem Gelände des stillgelegten Kraftwerks. Es war ursprünglich nur für Brennelemente aus den stillgelegten Kernkraftwerken in Rheinsberg und Greifswald vorgesehen. Im Dezember 2010 wurden jedoch auch Abfälle aus dem Forschungsreaktor Karlsruhe und dem Atomschiff Otto Hahn dort eingelagert. Diese kamen aus dem französischen Cadarache. Begründet wurde dies von der Bundesregierung damit, dass sie eine Rücknahmeverpflichtung gegenüber Frankreich habe und Lubmin das einzige Zwischenlager im Besitz der Bundesrepublik sei. Außerdem betreibt die PreussenElektra GmbH im ehemaligen UNS-Gebäude (Unabhängiges-Notkühlsystem) des stillgelegten Kernkraftwerks Würgassen ein Zwischenlager für schwach- und mittelradioaktive Abfälle, die aus dem Rückbau der Anlage stammen. Die Abfälle müssen bis Ende 2033 in Container für die Endlagerung im Schacht Konrad vorbereitet werden. Da der Platz für die Endlager-Konrad-Container im UNS-Zwischenlager nicht ausreicht, wird ein Teil Abfälle vorübergehend in andere Abfall-Zwischenlager an Standorten der PreussenElektra ausgelagert; z. B. Grafenrheinfeld (AZR). Das Abfall-Zwischenlager Würgassen (AZW) der BGZ hat keine Aufnahmekapazität mehr.

### Berichte, Reports und andere Veröffentlichungen
- Bundesamt für die Sicherheit der nuklearen Entsorgung: Zwischenlager für hochradioaktive Abfälle: Sicherheit bis zur Endlagerung, Februar 2020, 56 S. (PDF-Datei; 6,04 MB)
- M. Stuke et al.: Langzeitverhalten zwischengelagerter Brennelemente bei deutlich längerer Zwischenlagerung, Juni 2020, GRS-Bericht 534 (PDF-Datei; 2,36 MB)
- M. Reichardt: Alternde Stahlbetonbauteile unter Stoßbelastung im Kontext der Zwischenlagerung hoch radioaktiver Abfälle, Univ. Diss. TU Braunschweig, 2019, ISBN 978-3-89288-222-0
- IAEA: Status and Trends in Spent Fuel and Radioactive Waste Management. In: Nuclear Energy Series. NW-T-1.14 (Rev. 1). IAEA, Vienna 2022, ISBN 978-92-0-130521-3 (englisch, iaea.org [abgerufen am 19. Oktober 2023]).
- IAEA: Storage of spent nuclear fuel: specific safety guide. In: Safety Standards Series. SSG-15 (Rev. 1). International Atomic Energy Agency, Vienna 2020, ISBN 978-92-0-119320-9 (iaea.org).
- IAEA: Guidebook on Spent Fuel Storage Options and Systems. In: Technical Reports Series 240. 3. Auflage. International Atomic Energy Agency, Vienna 2024, ISBN 978-92-0-135523-2 (iaea.org).

### Fachartikel
- Burkhard Heuel-Fabianek, Ralf Hille: Benchmarking of MCNP for calculating dose rates at an interim storage facility for nuclear waste. In: Radiation Protection Dosimetry. Band 115, Nr. 1–4, 20. Dezember 2005, S. 424–427, doi:10.1093/rpd/nci185 (englisch).
- Gerold Spykman: Dry storage of spent nuclear fuel and high active waste in Germany—Current situation and technical aspects on inventories integrity for a prolonged storage time. In: Nuclear Engineering and Technology. Band 50, Nr. 2, März 2018, S. 313–317, doi:10.1016/j.net.2018.01.009 (englisch).

### Fachbücher
- Dennis Köhnke, Manuel Reichardt, Franziska Semper (Hrsg.): Zwischenlagerung hoch radioaktiver Abfälle: Randbedingungen und Lösungsansätze zu den aktuellen Herausforderungen (= Energie in Naturwissenschaft, Technik, Wirtschaft und Gesellschaft). Springer Fachmedien Wiesbaden, Wiesbaden 2017, ISBN 978-3-658-19039-2, doi:10.1007/978-3-658-19040-8.
- Man-Sung Yim: Nuclear Waste Management: Science, Technology, and Policy (= Lecture Notes in Energy. Band 83). Springer Netherlands, Dordrecht 2022, ISBN 978-94-024-2104-0, doi:10.1007/978-94-024-2106-4 (englisch).

### Ältere Beiträge
- W. König: Zwischenlager im Entsorgungskonzept für Deutschland. (Memento vom 29. September 2007 im Internet Archive) (PDF; 151 kB) Wintertagung des Deutschen Atomforums e. V., 1./2. Februar 2001 (aus dem Internet Archive)
- E. Seidelberger u. a.: Grenzüberschreitende UVP gemäß Art. 7 UVP-RL zum Standortzwischenlager Isar (KKI BELLA). (PDF-Datei; 536 kB). Bericht an das Österreichische Bundesministerium für Land- und Forstwirtschaft, Umwelt und Wasserwirtschaft sowie an die Landesregierungen von Oberösterreich, Salzburg, Tirol und Vorarlberg, Federal Environment Agency – Austria, Wien, November 2001.
- B. R. Thomauske: Interim Storage of spent fuel in Germany – Situation, State of Licensing procedures, prospects. (PDF-Datei; 778 kB). Waste Management ’02 Conference, February 24 – 28, 2002, Tucson, AZ.
- B. R. Thomauske: Realization of the German Concept for Interim Storage of Spent Nuclear Fuel – Current Situation And Prospects. (PDF-Datei; 1,33 MB). WM’03 Conference, February 23-27, 2003, Tucson, AZ.
- BfS: Genehmigung für das Standortzwischenlager Brunsbüttel (Memento vom 22. November 2010 im Internet Archive) (PDF-Datei; 1,28 MB, aus dem Internet Archive), 28. Dezember 2003.